# Scott McKenzie
Pour les articles homonymes, voir McKenzie et Blondheim.
Philip Blondheim, dit Scott McKenzie, est un chanteur américain, né le 10 janvier 1939 à Jacksonville et mort le 18 août 2012 à Los Angeles.
Il est surtout connu pour son succès San Francisco (Be Sure to Wear Flowers in Your Hair) en 1967, chanson montée jusqu'à la quatrième place dans les classements de meilleures ventes de disques américains.

## Biographie
Philip Blondheim est né en 1939 à Jacksonville en Floride. Sa famille déménage à Asheville en Caroline du Nord alors qu'il est âgé de six mois. Il grandit en Caroline du Nord et en Virginie. Jeune, il se lie d'amitié avec le fils d'un ami de sa mère, John Phillips.
Dans les années 1950, il chante d'abord au lycée avec Tim Rose dans le groupe The Singing Strings, puis plus tard avec John Phillips, Mike Boran et Bill Cleary dans le groupe de doo-wop The Abstracts. À New York, The Abstracts deviennent The Smoothies et ils enregistrent deux titres avec le label Decca. En 1961, Phillips et McKenzie rencontrent Dick Weissman et forment The Journeymen, groupe qui enregistre trois albums. Après la scission du groupe en 1964, il est question de remonter le groupe sous le nom de The Mamas & The Papas. McKenzie veut chanter seul, Phillips forme alors le groupe de son côté avec Denny Doherty, Cass Elliot et Michelle Phillips. Deux ans après, John Phillips écrit et produit San Francisco (Be Sure to Wear Flowers in Your Hair) pour McKenzie lors du Human Be-In. Sur le titre, Phillips joue de la guitare et Gary L. Coleman du carillon. Le succès est immédiat, la chanson est rapidement numéro un dans le monde entier. San Francisco devient un hymne hippie aux États-Unis, joué lors du festival Summer of love à San Francisco. Elle sera également reprise par Johnny Hallyday sur une adaptation française de Georges Aber. McKenzie sort ensuite Like an Old Time Movie, également écrite par John Phillips, mais qui connait un relatif succès. Scott McKenzie arrête ensuite d'enregistrer dans les années 1970.[réf. nécessaire]
Il coécrit Kokomo avec Mike Love, Terry Melcher (le fils de Doris Day) et John Phillips, chanson figurant sur la bande originale du film Cocktail avec Tom Cruise qu'interprète le groupe californien Les Beach Boys en 1988.
Sa chanson San Francisco est reprise par Global Deejays en 2004 sous le titre The Sound of San Francisco et en 2009 par le DJ PH Electro sous le titre original.
Atteint du syndrome de Guillain-Barré, Scott McKenzie meurt le 18 août 2012 à Los Angeles, à l'âge de 73 ans.

## Discographie
- 1967 : The Voice of Scott McKenzie
- 1970 : Stained Glass Morning